# Umm Charaza (Al-Bab)
Umm Charaza (arab. أم خرزة) – wieś w Syrii, w muhafazie Aleppo. W 2004 roku liczyła 1128 mieszkańców.